# Імені Бактибая Жолбарисули
імені Бактиба́я Жолбарисули́ (каз. Бақтыбай Жолбарысұлы ат.а.) — село у складі Єскельдинського району Жетисуської області Казахстану. Адміністративний центр сільського округу імені Бактибая Жолбарисули.
До 2000 року село називалося імені Крупскої або Крупське.
Населення — 5714 осіб (2021; 5858 у 2009, 5722 у 1999, 6274 у 1989).